# THE SOUND OF MUSIQUE
『THE SOUND OF MUSIQUE』（ザ・サウンド・オブ・ミュージック）は、日本のミュージシャン、ロケットマンの4thアルバム。2007年5月9日にSUNSET RECORDより発売。

## 概要
ふかわりょうの音楽プロジェクトであるロケットマンの4枚目のアルバム。前作同様にプログラミングは小西康陽の専属マニピュレーターとして知られる吉田哲人が担当。
「FLY AWAY」のミュージック・ビデオにはザブングル加藤が出演。

## 収録曲
1. DEPARTURE
2. FLY AWAY
3. EVERYDAY
4. LOVE GIRL
5. IN THE LIGHT
6. LOVE SONG FOR YOU
7. OSTEND
8. DON'T STOP THE MUSIC
9. SUNSET STORY
10. ROMANTIQUE66

## タイアップ
- 映画「ロケットマン!」の主題歌（M-2）